# 賴淵平
賴淵平為臺灣省嘉義縣嘉義市第一屆市長，於1952年當選嘉義市市長一職。
後來因不明原因得罪高層，在競選第2屆市長期間被中國國民黨當局以違反競選規則為由，
撤銷參選資格，最終投票結果，賴獲一萬餘票全成廢票，由獲六千餘票的何茂取當選嘉義市長。
| 前任： — | 嘉義市市長 1952年1月25日上任 | 繼任： 何茂取 |